# Michael Baral
Michael Baral (* 1981 in Pforzheim) ist ein deutscher Schauspieler und Synchronsprecher.

## Leben
Michael Baral wuchs im Wiernsheimer Ortsteil Pinache auf. Nach einem Studium an der Berufsfachschule Schauspiel München von 2003 bis 2006 debütierte er als Roman in der Folge Tod in der Walpurgisnacht aus der Krimiserie Der Bulle von Tölz. Es folgten ein Gastauftritt in der ProSieben-Serie Mallorca – Suche nach dem Paradies sowie weitere Fernsehrollen in Küstenwache, Die Wache, Die Kommissarin, Die Rosenheim-Cops und Die Manns – Ein Jahrhundertroman (als Willi Süsskind). Von Januar 2009 bis November 2018 war er mit Unterbrechungen in der Rolle des Timo Zenker in der Lindenstraße zu sehen.
Außerdem spielte Baral nach einigen deutschen Kinorollen (Das Problem ist meine Frau, Das Spiel und Winterberg) den Hans neben Armand Assante und Udo Kier im Hollywood-Thriller Children of Wax (2007). Weitere Kinoproduktionen waren unter anderem die amerikanisch-deutsche Produktion Unknown Identity (2011) und Männerherzen … und die ganz ganz große Liebe (2011). 2012 spielte Michael Baral eine der Hauptrollen bei einem weiteren internationalen Projekt, der russischen Kinofilm-Produktion Nyanki. In diesem Film spricht er in drei Sprachen: Deutsch, Englisch und Russisch. 2014 spielte Michael Baral in dem internationalen Kinofilm Ein Hologramm für den König mit Tom Hanks.
Als Theaterschauspieler war er unter anderem an der Münchener Komödie im Bayerischen Hof und an der Neuen Schaubühne sowie am Niedersächsischen Staatstheater Hannover tätig.
Als Synchronsprecher verlieh er der Figur Tanda in dem mehrteiligen Anime Guardian of the Spirit seine Stimme. Des Weiteren übernahm er 2008 die Synchronstimme des Hauptcharakters Kyon in der japanischen Animationsserie Die Melancholie der Haruhi Suzumiya. In Vampire Knight sprach er den Nebencharakter Senri Shiki. In der Serie Better Call Saul sprach er Nacho Vargas und in der Hauptrolle als Billy Russo bei Marvel’s The Punisher.
2016 konnte Michael Baral in weiteren internationalen Produktionen mitwirken: Bad Banks (Regie: Christian Schwochow) und SS-GB, produziert für die BBC in London.
2017 spielte er in einer Hauptrolle in dem ARD-Fernsehfilm Arzt mit Nebenwirkung. Zudem spielte er erneut international in der Serie Victoria über das Leben der Königin Victoria als Komponist Felix Mendelssohn Bartholdy. Es folgten der Polit-Thriller Wendezeit (als-US Geheimagent), der ARD-Film Stenzels Bescherung (als Musikproduzent), sowie Gastrollen in SOKO Donau und Morden im Norden. In der ARD-Telenovela Sturm der Liebe spielte er von September bis Dezember 2024 (Folge 4277–4341) den Koch Luis Sommer.
Baral lebt in Berlin und spricht neben Deutsch auch Englisch und Französisch.

## Filmografie (Auswahl)

### Schauspieler
- 1998: Der Bulle von Tölz: Tod in der Walpurgisnacht
- 2000: Im Namen des Gesetzes (Fernsehserie, 1 Folge)
- 2001: Alphateam – Die Lebensretter im OP (Fernsehserie, 1 Folge)
- 2001: Das Spiel
- 2001: Die Manns – Ein Jahrhundertroman
- 2002–2017: In aller Freundschaft (Fernsehserie, 4 Folgen, verschiedene Rollen)
- 2003: Das Problem ist meine Frau
- 2003: Die Wache (Fernsehserie, 1 Episode)
- 2004: Dr. Sommerfeld – Neues vom Bülowbogen (Fernsehserie, 2 Folgen)
- 2004: Verbotene Liebe (Fernsehserie, 3 Folgen)
- 2004: Die Kommissarin (Fernsehserie, 1 Folge)
- 2005–2012: Küstenwache (Fernsehserie, 2 Episoden, verschiedene Rollen)
- 2006–2017: Die Rosenheim-Cops (Fernsehserie, 3 Folgen, verschiedene Rollen)
- 2006–2017: SOKO München (Fernsehserie, 3 Folgen, verschiedene Rollen)
- 2007: Children of Wax
- 2007: Marienhof (Fernsehserie, 2 Folgen)
- 2008: Unser Charly (Fernsehserie, 1 Episode)
- 2009: SOKO Wismar (Fernsehserie, 1 Folge)
- 2009: Klinik am Alex (Fernsehserie, 1 Folge)
- 2009–2018: Lindenstraße (Fernsehserie)
- 2009: Tatort – Tödlicher Einsatz
- 2011–2022: SOKO Stuttgart (Fernsehserie, 2 Episoden, verschiedene Rollen)
- 2011: Unknown Identity
- 2011: Dschungelkind
- 2011: Männerherzen … und die ganz ganz große Liebe
- 2012: Nyanki
- 2012: Der Kriminalist (Fernsehserie, 2 Folgen)
- 2013: Großer Mann ganz klein!
- 2013: Alarm für Cobra 11 – Die Autobahnpolizei (Fernsehserie, 1 Folge)
- 2014: Letzte Spur Berlin (Fernsehserie, 1 Folge)
- 2014: A Quintet
- 2016: Ein Hologramm für den König
- 2016: Gute Zeiten, schlechte Zeiten (Fernsehserie)
- 2016: SOKO Leipzig (Fernsehserie, 1 Folge)
- 2017: Arzt mit Nebenwirkung
- 2018: SOKO Donau (Fernsehserie, 1 Folge)
- 2018: The Ardennes – englische Produktion
- 2018: Morden im Norden – Hinter der Fassade
- 2018: Wendezeit (Polit-Thriller; Fernsehfilm)
- 2018–2019: Bad Banks – Europäische Co-Produktion
- 2019: Schwartz & Schwartz: Der Tod im Haus
- 2019: Morden im Norden – Vollgas
- 2019: Tierärztin Dr. Mertens (Fernsehserie, 4 Folgen)
- 2019: Stenzels Bescherung
- 2020: Das Quartett: Das Mörderhaus (Fernsehreihe)
- 2020: Martha und Tommy
- 2020: Blutige Anfänger (Fernsehserie, 1 Folge)
- 2021: Der große Fake – Die Wirecard Story
- 2022: Die Eifelpraxis: Unter Druck (Fernsehreihe)
- 2022: SOKO Potsdam: Das siebte Haus
- 2024: Sturm der Liebe (Fernsehserie, 65 Folgen)

### Synchronsprecher
- 2005: Für Adrian R’Mante in JAG – Im Auftrag der Ehre als Lance Corporal Frank Medina (Fernsehserie)
- 2009: Für Javier Picayo in New York Mom als Genervter Mann
- 2011: Für Jeremy Glazer in Desperate Housewives als Geoffrey Mathers (Fernsehserie)
- 2015–2022: Für Michael Mando in Better Call Saul als Nacho Varga (Fernsehserie)
- 2016: Für Keith Stanfield in Snowden als Patrick Haynes
- 2017–2019: Für Ben Barnes in der Netflix-Serie Marvel’s The Punisher als Billy Russo
- 2023: in Cyberpunk 2077: Phantom Liberty als Aymeric Cassel